# 八百壯士跳黃河
八百壯士跳黃河或称八百冷娃（楞娃）跳黄河，是指在1939年6月对日本作战的中条山战役中，八百名十六、七岁的陕西籍国民革命军战士，弹尽粮绝后跳黄河自杀的事迹。此事並未載於中華民國國軍任何戰史紀錄，其真伪在中国大陆地区亦存在争议，有些人认为“八百壮士跳黄河”是信史，甚至有媒体还采访到一名事件的亲历者；也有人认为“八百壮士跳黄河”是艺术创作，并不是真实历史。。
2011年，在山西省芮城县陌南镇建有“中条山抗日英雄 跳黄河殉国纪念碑”。报道称是为纪念中条山“八百壮士跳黄河”的事迹。
2015年6月，中華民國陸軍軍官學校将“四行仓库保卫战八百壮士”与“八百壯士跳黃河”混为一谈且推脱责任，引起台湾媒体广泛批评。

## 背景
1945年，抗日战争结束之际，中国共产党和中国国民党即开始了抗战主力之争。1949年10月，中国共产党取得第二次国共内战的胜利，建立中华人民共和国。战事失利的中华民国政府被迫迁台。中华人民共和国政府及宣传中，对于中华民国政府和中华民国国军及领导人蒋介石在抗日战争中的评价，通常是“消极抗战、积极剿共”。对于中国共产党在抗日战争中的作用，通常称为“中流砥柱”。
中华民国政府兴建的抗日战争阵亡将士公墓和纪念性建筑物在1949年后，尤其是文化大革命期间，均遭受不同程度的破坏或被用于它途。进入1980年代后，中华人民共和国政府恢复了部分遭到破坏的国军将士墓葬和纪念性建筑，如国殇墓园、国民革命军陆军第八十八师淞沪抗日阵亡将士纪念坊等。
中国大陆普通民众中，有赞扬国民革命军在抗日战争中表现的舆论观点，甚至被认为“拔高国军战绩，到神话的地步”。反对者则有用“钓鱼文”来反讽（参见国军52军浴血诺曼底）。在网络流传的“八百壮士跳黄河”中，一直以来被中华人民共和国政府作为典型宣传的狼牙山五壮士则成为对比对象，八百壮士有着比狼牙山五壮士更高的评价。

## 考證
八百壯士跳黃河之說，最早是因作家陳忠實在2004年9月4日發表的一篇文章：《一段几乎湮没的史实：中条山八百壮士血祭黄河》，後來為歷史小說《立马中条》正式出版時的序。陳文引述了書中第17章:「血祭黃河」的情節，稱1939年6月6日，日軍進攻中條山的西北軍防禦陣地，經過一番激戰後，有800名士兵不願被俘虜，選擇跳入黃河之中；而陳文之中又稱曾與該部小說的作者之一談論過此事的細節。2005年7月，《南都周刊》的一位記者採訪了陳文之中所提到的作者张君祥。張稱，800名壯士集體跳黃河自盡，是「在历史真实的基础上，用艺术手法塑造的」，而800人的數字，是戰後第四集團軍在河灘撈起了800多具屍體。
不過，一位中國大陸學者張恆則堅稱壯士跳黃河之事確實存在。他花費數年在當地訪查，並根據受訪者的記憶與說法，認為若併入前後各日計算，當年跳河而死的士兵絕對不只800人，可能達數千人。
中國知名企業家潘石屹的祖父潘尔燊，1925年考入黄埔军校六期。任165师九八六团上校团长，于1941年5月率部参加中条山战役，为掩护全军5万余官兵的撤退，率部在张店镇固守，2300多名勇士在撤离阵地时只剩7人。长子潘钟麟在战役中也壮烈殉国。據潘石屹在微博上曾經自述大伯潘钟麟是掉进黄河。

### 日方紀錄
由於兩岸戰史均未有陳文之中所謂1939年6月6日戰役的記載，目前僅能參照當時日軍的戰報。而日方的紀錄，也未將1939年6月6日在該地的戰鬥單獨列出。其屬於該年「十號作戰」（或五台作戰，昭和14年5月8日至6月25日）下的「第二期肅清掃蕩戰」下的「陌南鎮及平陸附近殲滅戰」的其中一天；並且在相關戰報中，也未述及中國人跳河的記載，而是有眾多「敵兵」被「皇軍」包圍壓縮驅趕到黃河邊，最後用「機槍」掃射，「大部殲滅」於河畔；且由於被中國人「遺棄屍體累累」，導致日軍人、馬「飲水困難」；此外，日軍各主力部隊分別俘虜了多名官兵，其中最高階的是團長「鄭培元」。日方在戰鬥中還砲擊炸毀了靈寶鐵道橋，其自稱砲擊精度達到50%；另外，發現被遺棄屍體眾多的日期也不是陳文所寫的6日，而是7日以後。

#### 至6月6日的記載
根據日方其戰前的諜報資料，當時在此區域的部隊有陳碩儒指揮的177師主力，與17師、35師、47師，合計約2萬；王鎮華、孔從周的獨立46旅及47旅，其兵力合計亦為2萬，先前已經數次「討伐」此區的部隊，造成其極大損害，但由於其躲避追捕的方法巧妙，故未能根絕；此區部隊的老、幼雜兵甚多，裝備與士兵素質亦不佳，但抗日意識旺盛:6。此區主要「妨礙」治安工作的是177師，與楊子良、楊振芳指揮的游擊隊，並且會跟盤據在稷王山的敵軍相互呼應，是地域警備上的禍根:2。
6月3日，高橋與關的兩個旅團，已經消滅了平陸張店鎮的敵軍:8；6月4日20時，奉第20師團5月26日命令，各隊開始往解縣集結。此前，山口集成飛行隊已協力將黃河對岸的敵砲兵陣地肅清:83；主力藤室大佐的部隊6月5日起，開始掃蕩解縣至陌南鎮的沿道敵軍。6月6日1時30分，開始佔領陌南鎮兩端的高地；3時30分佔領完成，6時30分，開始由高地向下射擊:16。由於沒有預想中的激烈抵抗，故分兵至陌上村再占領北側陣地:18；11時，藤室部隊已經進入陌南鎮建立隊本部，並且將敗走的敵軍壓迫到黃河邊消滅；葛趙村與周圍的敵軍也已一併包圍後徹底掃蕩，協力部隊也將大溝村至大溝南側地區的敵軍壓迫至黃河邊「徹底壞滅」:91；18時，聯隊長抵達本部，下令砲擊仍在黃河左岸的敵軍:21；20時之前，在砲兵協力下，包括棗樹巷與道東村周圍地區的敵軍，也同樣被壓迫至黃河邊消滅，旅團司令部在陌南鎮設置完成:97。

#### 中方兵力配置與行動
被俘虜的鄭培元，向日方詳細的交代了當時中方的部分兵力配置。177師與獨立46旅的總兵力約為1萬，而日軍步兵78聯隊第一大隊6月5日至10日間，共俘虜了將校級9人，士官級129人，士兵84人；而隨同鄭培元一起被俘虜的官兵，其中有54人向日軍投降。第一大隊所發現的被遺棄屍體大約500具（未清點），第一大隊自身有6人戰死，23人受傷:1001。

第一七七師：師長陳碟儒，直屬單位有工兵營、砲兵連、騎兵連、特務連、輜重營。
- 529旅：旅長楊如天
  - 1057團：團長陳衣卒
  - 1058團：團長賈某[e]
- 530旅：旅長任運章，規模同529旅
  - 1059團：團長孫傑生
  - 1060團：團長高真初，兵力700至800人之間

獨立第46旅738團：團長鄭培元，直屬單位有：
- 步砲連：87人 輕迫4
- 通信班：42人
- 一營：
  - 營部：20人，lg2[f]6
  - 一連：106人
  - 二連：106人
  - 三連：106人
  - MG連：82人 MG4
- 二營：編制同一營
- 三營：(缺)，自下陝西省募兵中

而投降的師團副官向日方坦承，第一日（6月6日）時，177師在須頭村，預定第二日往平陸地區移動；因第二日時遇上了出擊的日軍而措手不及，而改往西移動；但又碰到了向西出擊的日軍，此時部隊支離破碎，師部此後下落不明:1002。第一日時，177師原本要前往山上增援奪回陣地，但為時已晚，交戰時全線崩潰，緊急往平陸地區退卻，而日軍已經遮斷全部退路，最後只好由窯頭村往右逃至黃河邊；而師部在8日正午左右告知有3000人戰死、傷，其後即失去聯繫，副官告訴日方，傳聞師長從平陸東北方的谷地逃走:1003。
鄭培元還向日方上交了「感想文」。首先，他感謝皇軍對投降者的優待；其次，他抱怨抗戰將領只能聽從上官的強制命令，無怪乎戰必敗；第三，日本支那一強一弱明顯，勝敗已分；第四，皇軍聖戰的目的是為了世界和平，與防止東亞被赤化:1005。第五，日支提攜是東洋的真和平基礎，日支停戰則世界永久和平，他已有為了皇軍添力的覺悟；第六，日軍戰術巧妙，我軍雖知道由解縣集結，但不知第二天早上就發動攻擊，以致全線一齊崩潰；而日軍追擊至山下時又無對應處置，最後我軍左來右往間被殲滅。他更告訴日方，雖然昨（9日）一天之中日軍就消滅3000名敵人，但還有3000人自平陸以北地區遁走；第七，支那軍的缺點就是戰法呆滯不知變通，只會呆然防守陣地:1006；第八，中央對我軍的軍需費太過苛刻，以致我軍得向當地住民強制徵收，武器使用陝西省共產軍的裝備；第九，日支事變後支那軍還要再敗，蔣介石前途黯淡:1007。

## 中国大陆对此事的艺术创作及纪念
陕西省的一位工艺美术大师仇一凡，在2012年至13年创作泥塑《立马黄河》，曾被山西省抗日历史博物馆预定收藏。。2015年，陕西书画艺术研究院副院长李新安创作国画《八百壮士跳黄河》，同时以9.18米的长度纪念“九一八事件”。
中国国家话剧院以“八百壮士跳黄河”为原型创作《中华士兵》，2015年8月试演。

## 相关
- 狼牙山五壮士
- 八女投江
- 四行仓库保卫战中的国民革命军战士被称为“八百壮士”
- 2015年“八百壯士跳黃河”烏龍事件

## 备注
1. ↑  冷娃、楞娃为陕西方言词汇，用以形容男青年，一般含褒意。
2. ↑  日方戰報中，並未將6月6日的陌南鎮戰鬥單獨列出，而是其平陸周圍地區掃蕩戰的一部份；而綜合日方戰報中，陌南鎮的戰鬥最多不超過七小時即已結束，當日中午以前，日軍便已攻下該鎮並設立指揮所，故日方反而是詳寫了6月6日以後的激戰。而陳文描述的6月6日「戰役」，在日方記錄中，僅為當時日軍一系列掃蕩戰的其中一個片段，綜合來源參照亦僅得數行敘述，所以本文另外摘入6日前的經過。
3. ↑  綜合日方參戰部隊戰報，有中國人大量遺棄屍體的記載。如砲兵26聯隊發現20至數十具屍體，步兵78聯隊目擊約500，在張店鎮發現「數千」被中國人遺棄的屍體，拋棄的武器彈藥「不能計數」，不過都是在6月7至10日先後發現，且都不是在黃河邊；而參謀本部記載的真正交戰日期是6月7日和8日，中國人交戰兵力是1400，都與6月6日不符合，故略過未摘。
4. ↑  參照其他戰報，應為陳「碩」儒，此處原字照錄。
5. ↑  表示只知姓賈。
6. ↑  原字照錄。